# List (obraz Goi)
List lub Młode kobiety lub Młoda kobieta z listem (hiszp. La carta lub Las jóvenes) – obraz hiszpańskiego malarza Francisca Goi. Należy do zbiorów Palais des Beaux-Arts w Lille.
Po młodzieńczym okresie, w którym Goya malował obrazy w duchu rokoka oraz projekty gobelinów dla królewskiego dworu, tematyka jego prac coraz częściej zaczęła dotykać codziennych wydarzeń. Bohaterami jego prac były postacie z ludu, a ich wymowa coraz bardziej wiązała się z walką o wolność i prawa. Pod wpływem wojny wyzwoleńczej toczonej przeciwko Napoleonowi, w twórczości Goi pojawili się pierwsi proletariusze, przedstawieni w sposób daleki od sielskiej atmosfery. Oprócz płótna List przykładem tej tematyki są: Szlifierz, Dziewczyna z dzbanem oraz późniejsza Kuźnia.
Młoda dama spaceruje w towarzystwie służącej, która rozkłada nad nią parasol, aby osłonić ją od słońca. Opalona skóra była właściwa dla kobiet z ludu, dama musiała zatem chronić swoją jasną cerę. Młoda kobieta z zadowoleniem czyta list, być może to wiadomość od ukochanego sekretnie dostarczona przez służącą. Jej poza jest pełna nonszalancji. Na fałdy jej sukni wspina się mały piesek. W tle za nimi widać kobiety pochodzące z ludu, praczki pochłonięte pracą. Beztroskie życie kobiet z pierwszego planu kontrastuje z wysiłkiem praczek. Postaci w tle zostały namalowane grubymi pociągnięciami pędzla, które kontrastują z delikatną twarzą młodej szlachcianki. Rozwieszone przez praczki białe prześcieradła wyznaczają linię horyzontu.
Paleta barw jest ograniczona do brązów, czerni i szarości. To dzieło jest często uważane za pendant obrazu Czas i staruchy, powstałego w tym samym czasie i o podobnych wymiarach. Obrazy nawiązują do siebie tematyką, jeden przedstawia dwie piękne kobiety w kwiecie wieku, a drugi dwie staruszki, których uroda już przeminęła.